# Lewisepeira chichinautzin
Espèce
Lewisepeira chichinautzin est une espèce d'araignées aranéomorphes de la famille des Araneidae.

## Distribution
Cette espèce est endémique du Morelos au Mexique,.

## Description
Le mâle holotype mesure 5,0 mm et la femelle paratype 6,5 mm.

## Étymologie
Son nom d'espèce lui a été donné en référence au lieu de sa découverte, le Chichinautzin.

## Publication originale
- Levi, 1993 : The new orb-weaver genus Lewisepeira (Araneae: Araneidae). Psyche, vol. 100, no 3/4, p. 127-136 (texte intégral).